# ماكس فيرنر
ماكس فيرنر (بالهولندية: Max Werner) (29 ديسمبر 1953 في هيلفرسوم) هو مغني وطبَّال هولندي.
عمل ماكس لمدة ثماني سنوات مغنيًا وطبالًا مع فرقة كياك الهولندية، قبل أن يخرج أول ألبوماته عام 1979 تحت عنوان «نهاية قوس قزح». في خريف عام 1981 نشر ألبوم «الفصول». كان آخر ألبوم منفرد له يحمل عنوان «ليس الأوبرا» الذي أنتجه عام 1995. عاد عام 2000 من جديد بعد إعادة الفرقة للعمل معها لكنه تركها في خريف ذلك العام لأسباب صحية.

## وصلات خارجية
- ماكس فيرنر على موقع IMDb (الإنجليزية)
- ماكس فيرنر على موقع ميوزك برينز (الإنجليزية)
- ماكس فيرنر على موقع أول ميوزيك (الإنجليزية)
- ماكس فيرنر على موقع ديسكوغز (الإنجليزية)
- معلومات عن ماكس فيرنر من موقع فرقة كياك